# ミスター・ジヴァゴ
ミスター・ジヴァゴ（Mr. Zivago、1961年 - ）は、イタリアの歌手。
代表曲に「リトル・ロシアン」や田原俊彦によるカバーで知られる「雨が叫んでる」などがある。ヨーロッパ、特にロシアで人気が高く、そのためかロシアを題材とした楽曲を多く発表している。

## ディスコグラフィ

### アルバム
- Tell by Your Eyes（雨が叫んでる）（1992）[1]
- Tell by Your Eyes: Covers（雨が叫んでる〜カヴァーズ〜）（1993）[1]

### シングル
- リトル・ロシアン（1987）
- ラブ・イン・モスクワ（1991）
- 雨が叫んでる（1992） - オリコン最高位98位[2]
- ロシアン・パラダイス（2007）